# Гиппократовы луночки

Гиппократовы луночки

Гиппокра́товы лу́ночки — серповидные фигуры, указанные Гиппократом Хиосским, ограниченные дугами двух окружностей.
Их особенность состоит в том, что эти фигуры можно квадрировать, то есть с помощью циркуля и линейки можно построить равновеликие им прямоугольники.
Гиппократ надеялся на этом пути решить проблему «квадратуры круга», однако существенного прогресса не добился.

## Простейший пример
Простейший пример показан на рисунке.
Луночка ограничена двумя дугами — полуокружностью с диаметром на гипотенузе {\displaystyle AB} равнобедренного прямоугольного треугольника {\displaystyle \triangle ABC}
и дугой окружности с центром в {\displaystyle C}.
При этом площадь заштрихованной луночки равна площади {\displaystyle \triangle ABC}.
Действительно, площадь полукруга {\displaystyle P} с диаметром {\displaystyle AB}, равна площади сектора {\displaystyle S} на дуге {\displaystyle AB} с центром {\displaystyle C}.
Следовательно, площадь луночки {\displaystyle P\backslash S} равна площади треугольника {\displaystyle \triangle ABC=S\backslash P}.

## Классификация
Гиппократ получил три квадрируемые луночки. Даниил Бернулли в «Математических упражнениях» (1724) указал условие (см. нижеприведенные отношения углов), которому должны удовлетворять алгебраически квадрируемые луночки, и привёл уравнение, дающее четвёртую квадрируемую луночку. Немного позднее финский математик Валлениус (1766) и независимо от него Леонард Эйлер (1771) тоже обнаружили ту же четвёртую и в дополнение к ней ещё одну, пятую луночку. В 1840 году Томас Клаузен независимо обнаружил и исследовал те же два негиппократовых типа квадрируемых луночек.
Позднее, в 1930-е годы, Н. Г. Чеботарёв и А. В. Дороднов доказали, что если угловые меры внешней и внутренней дуг луночек соизмеримы, то других типов квадрируемых луночек, кроме указанных пяти, не существует. Если обозначить угловые меры внешней и внутренней дуг луночек символами {\displaystyle \alpha ,\beta }, то пяти типам квадрируемых луночек соответствуют следующие отношения {\displaystyle \alpha :\beta }.
- (Луночки Гиппократа) {\displaystyle 2:1;\;3:2;\;3:1.} Углы: (180°:90°), (160,9°:107,2°), (205,6°:68,5°).
- (Прочие) {\displaystyle 5:1;\;5:3.} Углы: (234.4°:46.9°) и (168.0°:100.8°).